# Jacques Aletti
Jacques Aletti (Tlemcen, 18 marzo 1955) è un ex altista francese.

## Biografia
Nel 1976 prese parte ai campionati europei di atletica leggera indoor di Monaco di Baviera, dove conquistò la medaglia d'argento nel salto in alto. Nell'estate dello stesso anno partecipò ai Giochi olimpici di Montréal, non riuscendo però a superare le fasi di qualificazione. Ebbe la stessa sorte ai campionati europei di Praga 1978, concludendo la gara di qualificazione alla finale in decima posizione.

## Progressione

### Salto in alto
| Stagione | Misura | Luogo    | Data      | Rank. Mond. |
| -------- | ------ | -------- | --------- | ----------- |
| 1979     | 2,21 m | Orléans  | 12-8-1979 |             |
| 1978     | 2,21 m | Losanna  | 13-7-1978 |             |
| 1977     | 2,21 m | Nizza    | 16-7-1977 |             |
| 1976     | 2,05 m | Montréal | 30-7-1976 |             |
| 1975     | 2,18 m | Évreux   | 27-9-1975 |             |

## Palmarès
| Anno | Manifestazione  | Sede              | Evento        | Risultato      | Prestazione | Note                                     |
| ---- | --------------- | ----------------- | ------------- | -------------- | ----------- | ---------------------------------------- |
| 1976 | Europei indoor  | Monaco di Baviera | Salto in alto | Argento        | 2,19 m      |                                          |
| 1976 | Giochi olimpici | Montréal          | Salto in alto | Qualificazioni | 2,05 m      | Miglior prestazione personale stagionale |
| 1978 | Europei         | Praga             | Salto in alto | Qualificazioni | 2,10 m      |                                          |

## Altre competizioni internazionali
1978
- 5º all'Athletissima ( Losanna), salto in alto - 2,21 m =

1979
- 7º all'Athletissima ( Losanna), salto in alto - 2,14 m